# 井出国子
井出 国子（いで くにこ、<井出 クニ>、文久3年（1863年）7月24日 - 昭和22年（1947年）9月6日）は、日本の宗教家。兵庫県三木市別所町髙木に朝日神社を創設し、そこを中心に有縁に人を対象に教えを説いた。天理教の教祖中山みき（寛政10年（1798年）～明治20年（1887年））が亡くなって約20年後の明治41年（1908年）頃に突然神様が降り、その言動と振る舞いは、中山みきをしのばせることが多かったと言われた。「天理教二代目教祖」、「播州のおやさま」と呼ばれることがあった一方、天理教本部は彼女の帰神を認めていない。

## 生涯
- 文久3年（1863年）7月24日、吉永亀吉、吉永立つの長女として美嚢郡旧三木町に誕生。吉永家は代々播州の鍛冶屋であった。
- 明治元年（1868年）　5歳　母親に連れられて兵神大教会（当時は神明組）の三木支教会に頻繁に参拝。女鳴物（楽器）を覚える。
- 明治8年（1875年）　12歳　父、亀吉死亡。
- 明治19年（1886年）　22歳　結婚（父、亀吉の鋸鍛冶弟子、秋田源吉を婿養子として迎えて跡をとる。源吉との間に3人の男の子を出産する。
- 明治27年（1894年）　31歳　はじめて神様の体験をする。
- 明治29年（1896年）頃　母親を亡くす。それ以後神様が降りるまでの間、天理教とは疎遠になる。
- 明治33年（1900年）　37歳　親神様の命を受け、夫の吉永源吉と3人の子どもを残して井出千太郎（仙蔵）の許にゆく。

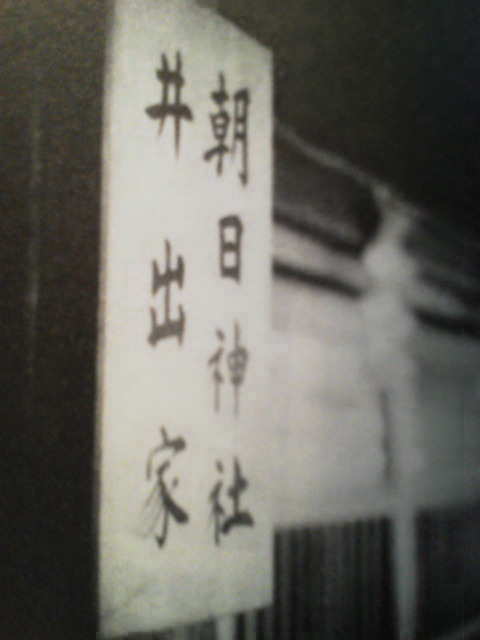
井出家の表札

- 嫁ぎ先の井出家も、姑が天理教の信者であった。
- 親神が降りてから人助けを決意するまで

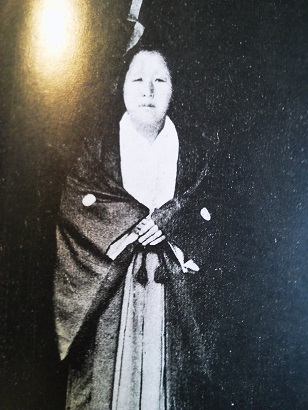
おやさまのお姿

明治41年（1908年）頃：井出国子に親神が降りた時、身体が振動し、自分で止めることが出来なかった。彼女は最初、自分が悪いことをした罰だと思っていた。彼女はそれまでに、修行をしたことはない。目が見えない日、口をきくことが出来ない日、目も見えず、口をきけない日が暫く続いた。目が見えない時は、一日中座ったままで、口のきけない時に倍働いたので、不自由は感じなかった。やがて、"人間世界を助けてやってくれ、世界がおさまるようにしてくれ"という声がどこからともなく聞こえ、何もしないでいると、手がくっつき人の手を借りないと日常生活に困るようになり、ひと助けを決心した。それからは、絶えず全身が振動し、無意識に言葉が出るようになった。
- 警察の拘留や予審裁判を受ける

明治42年（1909年）には、助けを求める人が、1日に100人にもなることがあり、人を迎えるために建物を建てた。暫くして、三木の警察から催眠術を使っていると疑われ、10日間拘留された。釈放されると助けを求める人が押し寄せ、また、出頭命令が届き、拘留と釈放が繰り返されることが1年1ケ月続いた。お助けを求めるものの中には、無法者がいて、そのものが裁判所に送られたことをきっかけにして、井出は住み続けることが出来なくなった。明治43年（1910年）7月13日、城崎温泉にいる井出に裁判所から出頭命令が届き、帰宅した翌14日、予審裁判にかかった。予審判事からは、「人助けをすることは、何の罪にもならないので、意の向くままにして良い」と言われた。
- 三十年祭で教祖殿にあがるが退出させられる

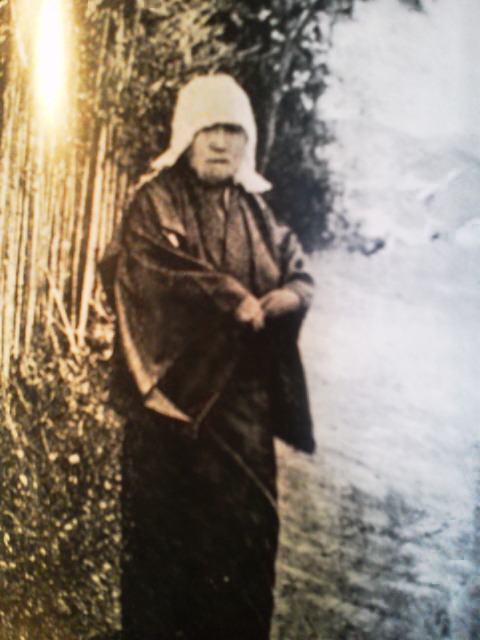
天理教本部から引きずり出された直後

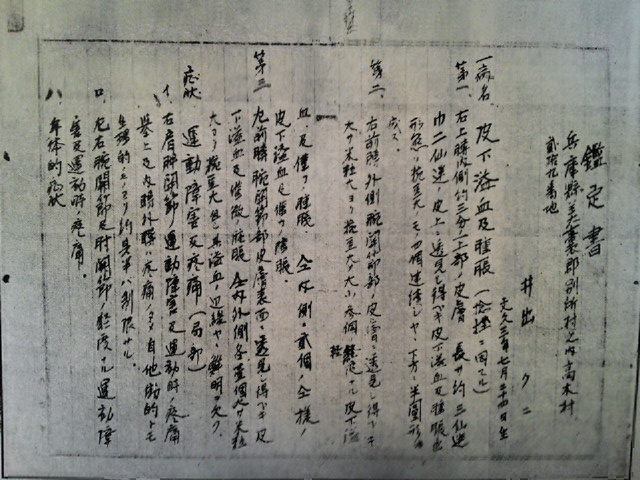
天理教本部で怪我をした時の鑑定書

明治44年（1911年）の中山みき死後二十五年祭の時、天理教本部に自分の写真と切手を送って無視された井出は、大正5年（1916年）の三十年祭の時には、存命の中山みき(肉体はないが、まだ生きていると考える)の依頼によって天理教本部に参拝し教祖殿の前で人助けを始めようとするが、2名の本部員によって廊下を引きずり出され、怪我をする。宿屋・福井屋に泊まる。そこで、中山みきの曾孫にあたる福井勘次郎に出会い、彼の世話をうけるようになる。兵庫県三木町高木村に住む。
- 『みのこころゑのはなし』を発行

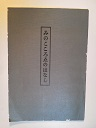
みのこころゑのはなし

大正15年（1926年）4月17日　『みのこころゑのはなし』を発行する。
- 病気治しなど

昭和9年（1934年） 右脚切断の診断を受けた芹沢の岳父・藍川清成のお抱え運転手を治す。昭和10年（1935年）、脳溢血の後遺症を持つ義父・藍川清成とバセドー氏病の妻・金江を治す。昭和12年（1937年）、胃癌の芹沢の義母・藍川しむの寿命がないことを告げる。昭和15年（1940年）、結核性骨髄炎のため、右脚切断の診断を受けた芹沢の弟を治す。
- 大東亜戦争について

昭和15年（1940年）　井出は、芹沢邸で、外務省顧問・白鳥敏夫に会い、次のように諭したという。

　1.アメリカと戦争をしてはいけない。アメリカの方が国力が上だから敵にしてはいけない、ということではなくて、明治維新で日本が開国した時、アメリカのとった政策のおかげで、ヨーロッパの植民地にならずにすんだ恩があるから、戦争を仕掛けたら負ける。それが天の理だ。
2.天皇に命を投げ出すつもりで、外交官として勇気を出して、アメリカとの戦争を止めてくれ。
3.社をお祭りするのも良いが、それ以上に人間が神であることを忘れないように。

東京への空襲が始まる戦争末期には、
　1.東京に空襲があることはわかりきったことであるが、信者に不安を与えるので言えない。
　2.”負けるが勝ち”とも言うように、日本も降参したらいい。

出征する兵士で、無事凱旋を願いに来た者には、征(ゆ)く先々の住民を同胞と思って大事に扱うこと、鉄砲を敵に向けてもねらいを外して、敵を殺さないよう、その二つを守れば、神が守るから、と説いていた。
昭和19年（1944年）12月6日には芹沢の兄に、和平の仲介を頼みにソ連に行くことを勧める（これは実現せず）。兄は帰京を1日繰り上げ、昭和東南海地震の難を逃れた。

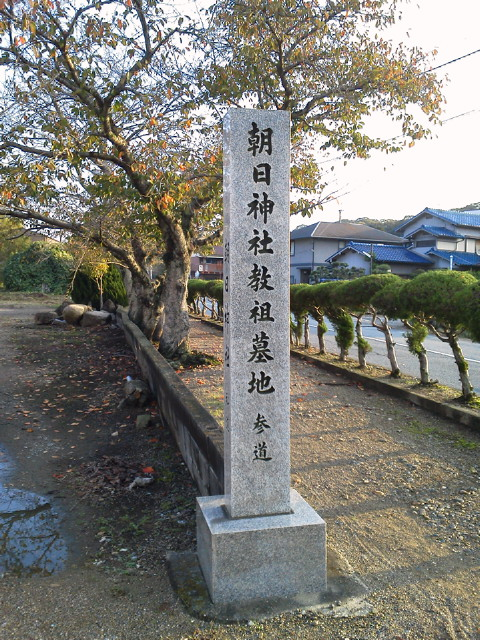
朝日神社参道入口

- 芹沢光治良とのかかわり

大正5年(1916年)~大正8年(1919年)、一高在学中に、芹沢光治良が、肋膜と胃弱を助けて貰うために、当時の天理教信者に連れられ、三木市の井出を訪ねたのが、二人の出会いである。その頃の芹沢は、三木までの旅費にもこと欠く状態であったが、病気を治したい一心で行ったものと思われる。
大正14年（1925年）6月10日、渡仏する芹沢夫婦を神戸で送る。（白山丸の船上での集合写真　左端井出クニ）
　
昭和7年（1932年）の秋から、春秋2回、上京する時は、芹沢邸に一泊する。

昭和19年（1944年）11月23日、芹沢らにそれとなく別れを告げに来た際には、中年の男女二人を伴い、三段重ねの重箱を二組持参し、皆の前で、次のようなことを話す。
　1.天理教とキリスト教を一緒に研究してくれ。目に見えず、手でさわることも出来ないが神さんはある。
　2.自分（井出）は、天理教の教祖でも二代目でもない。もし、自分が神さんなら、芹沢を含め皆が神さんだ。
　3.信者は、病気が治ったり、お金が儲と、親さん有り難いというものの、天地を動かす神さんがある、といことをわかろうとはしない。神さんは、天地の間にいっぱい充ちて、かすかに動いている力みたいなもの、と言える。
　4.天界というところがあってね、自分は、何度も見せて貰った。
　5.神さんの心とは、人間は一つ、互いに相手を神だとして立てあい、許しあい、拝みあう心です。人種・皮膚も色を問わず、皆同じ神さんの子供です。
　芹沢には、二人だけの場で、良く辛抱した、神さんが誉めている、と話し、芹沢の妻には、子供が四人とも女であって、男の子のいないのを悲しんではいけない、と諭した後、四人の子供のそれぞれの将来について予言するように話す。
　東京にもう三泊する予定を急遽切り上げ、臨時列車で帰郷する。
- 満85歳で亡くなる

## 関連人物
中山みきの曾孫・福井勘治郎

## 教え
- どの宗教を信じる人も、真（まこと）の心になり、世界一列兄弟の本当の天理を祈る。
- 国、わが家、わが身を大切にする。
- 神、仏、真（まこと）、堪忍、辛抱の五つを忘れなければ、病気もなく、家内がおさまり、金も出来る。
- 他人を神様とし信じ、また、自分を信じ、お互いを、神様として敬いあって生きれば、自分の心に神が増す。
- 病(やまい)は金や薬では治らない。病（やまい）は、自分の真（まこと）でなくなる。肺病・肋膜は、心の持ち方ですぐに治る。
- 私(井出)の宗教は、「天理　世界教」です。どんな宗教も、もとは月と太陽からです。
- 人間は生まれた時に、死ぬことが決まっている。当人が好きなようにしているのだし、側の者が生死を心配する必要はない。
- <社（やしろ）に何を祭っているのかという問いに対し、> 神さんは風のように何処にもいるが、拝む対象がなければ困るので、社をつくった。神体は「月日のこころ」と書いて入れてある。